# Michael Cox
Pour les articles homonymes, voir Cox.
Michael Cox (25 octobre 1948 - 31 mars 2009) est un biographe et romancier, né dans le Northamptonshire en Angleterre.

## Biographie
Après un diplôme à l'Université de Cambridge en 1971, il intègre le monde du spectacle musical, en tant que parolier et musicien, et enregistre deux albums et quelques singles pour EMI sous le pseudonyme de Matthew Ellis et un autre album sous le nom de Obie Clayton, chez DJM Records. En 1977, il travaille dans l’édition au Thorsons Publishing Group qui appartient aujourd’hui à HarperCollins. En 1989, il rentre à l’Oxford University Press où il est nommé Senior Commissioning Editor, Reference Books.
Son premier livre qui est une imposante biographie élogieuse de M.R. James, écrivain érudit médiévaliste, auteur de ghost stories, est édité à l’OUP en 1983. Il est suivi par un certain nombre d’anthologies oxfordiennes de nouvelles, comme The Oxford Book of English Ghost Stories (1986) et The Oxford Book of Victorian Ghost Stories (1991), ces deux livres édités par R.A. Gilbert, et également The Oxford Book of Victorian Detective Stories (1992) et The Oxford Book of Spy Stories (1997). En 1991, il réalise A Dictionary of Writers and their Works pour l’OUP et en 2002 The Oxford Chronology of English Literature, une somme bibliographique contenant 30000 titres de 4000 auteurs de 1474 à l’année 2000.
Michael Cox vivait dans son Northamptonshire natal avec sa femme Dizzy. La Nuit de l'infamie reflète une profonde fascination pour la littérature victorienne.

## Ennuis de santé
En avril 2004, il commence à perdre la vue à la suite d'un cancer. Avant d’être opéré, on lui prescrit des stéroïdes qui ont pour effet de le priver momentanément de ses facultés intellectuelles et physiques. Conscient qu’il pourrait être de nouveau aveugle si le traitement ne réussissait pas, Michael se hâte d’écrire le roman qui lui tenait à cœur depuis une trentaine d’années et qui n’existait qu’à l’état d’ébauche, sous forme de notes éparses, de brouillons et de premiers chapitres à peine élaborés.
Après l’opération, il continue à écrire ce qui est aujourd’hui La Nuit de l’infâmie. En janvier 2005, après d’âpres enchères, le livre est finalement publié par John Murray.

## Sources
- (en) Cet article est partiellement ou en totalité issu de l’article de Wikipédia en anglais intitulé « Michael Cox (novelist) » (voir la liste des auteurs).